# Fred Armisen
Fereydun Robert "Fred" Armisen (sinh ngày 4/12/1966) là nam diễn viên, biên kịch, nhạc sĩ người Mỹ. Ông được biết tới qua sê-ri truyền hình Saturday Night Live từ năm 2002 tới 2013.

## Thời thơ ấu
Armisen sinh năm 1966 tại Hattiesburg, Mississippi. Gia đình ông chuyển tới sống ở New York rồi sau đó là Brazil khi ông còn nhỏ.
Mẹ ông là người Venezuela, sinh ra tại San Fernando de Apure. Cha ông, Fereydun Herbert "Fred" Armisen, là người Hàn Quốc-Đức.

## Đời tư
Armisen từng kết hôn hai lần, lần thứ nhất với ca sĩ người Anh Sally Timms (1998 - 2004), lần thứ hai với diễn viên Elisabeth Moss (2009 - 2011). Hiện ông đang quen diễn viên Natasha Lyonne (từ 2014).

## Sự nghiệp diễn xuất

### Điện ảnh
| Năm  | Tên phim                         | Vai diễn        | Ghi chú    |
| ---- | -------------------------------- | --------------- | ---------- |
| 2021 | Nhà Mitchell đối đầu với máy móc | Deborahbot 5000 | Lồng tiếng |